# Apeadero de Rates
El Apeadero de Rates, originalmente denominado Estación de Rates, es una plataforma ferroviaria desactivada de la Línea de Porto a Póvoa y Famalicão, que servía a la localidad de Rates, en el ayuntamiento de Póvoa de Varzim, en Portugal.

## Historia
Este apeadero se encuentra en el tramo entre Póvoa de Varzim y Fontainhas, que entró en servicio el 7 de agosto de 1878.
En 1913, presentaba la categoría de estación.